# John LeCompt
John Charles LeCompt (10 de marzo de 1973) es un músico estadounidense que ha sido parte de la escena Metal en Little Rock Arkansas, desde mediados de la década de 1990. Él ha sido asociado con un gran número de bandas, que van desde las grandes bandas vendedoras de platino hasta la banda de Rock alternativo Evanescence, de la cual se anunció su expulsión el 4 de mayo del 2007.
Uno de sus principales colaboradores y amigo de mucho tiempo es Rocky Gray, que suele ser su compañero de banda en varios Proyectos de los cuales se destacan Evanescence y actualmente Machina y la banda de Hard rock Sinfónico We Are The Fallen. 
Tiene un hermano llamado Jimmy con el cual canto una canción: Burnt offerings Free But Hollow, además está casado con Shelly y tiene dos hijos llamados Bethanie, y John Charles LeCompt II, que han participado en el álbum Tear The World Down de la banda We Are The Fallen además de tener dos perros como mascotas.

## Mindrage
Su inicio musical fue en la banda cristiana de metal llamada Mindrage, en la que se desempeñó como cantante y guitarrista, con Nick Williams en el bajo y Chad Wilburn en la batería. Mindrage firmó con Bulletproof Record en junio de 1998 grabando su álbum debut Sown in Weakness, Raised in Power compuesto por once temas. Su segundo álbum fue un EP junto con la banda de Nailed Promise con cuatro canciones publicadas en Pluto Records. Para este álbum, Justin Carder Wilburn es reemplazado en la batería, después de 2 años se disolvió cuando LeCompt decidió irse a la banda Evanescence.

## Kill System
LeCompt más tarde se unió con el entonces guitarrista de Living Sacrifice Rocky Gray para formar lo que sería conocido como Kill System, junto con Chad Moore (Soul Embraced) en el bajo, y Lance Garvin (también de Living Sacrifice) en la batería. Aunque el proyecto nunca obtuvo un acuerdo de distribución oficial y a pesar de que la música que quería Lecompt era un estilo más pesado, Kill system desarrollo algo más melódico y se convirtió en la banda favorita de los aficionados.

## Soul Embraced
LeCompt finalmente se unió de nuevo a Rocky Gray para colaborar con la banda Gray's Soul Embraced. LeCompt tocó la guitarra durante muchos de los espectáculos en vivo de la banda, y además fue el vocalista en el tema "Seems Like Forever"

## Evanescence
Tiempo después John fue reclutado por Evanescence como guitarrista junto con el baterista Rocky Gray y Will Boyd en el bajo. 
Incluso antes de convertirse en una parte de Evanescence, LeCompt había hecho una amistad con los cofundadores de la banda, Amy Lee y Ben Moody que lo consideraron "el hombre vivo más sexy".
Con pocas excepciones, LeCompt también había hecho el papel del dueto para la canción "Bring Me to Life" y John escribió la canción "Taking Over Me", para el primer álbum debut de Evanescence (Fallen)

## Mourningside
Durante una pausa creativa de Evanescence, después de Fallen, LeCompt creó lo que más tarde sería conocido como Mourningside, donde interpretó la guitarra y los coros. Otros miembros incluyen a Jack Wiese (Brookroyal) en la voz principal, Rocky Gray en la batería, Jeff Bowie (Soul Embraced) en el bajo y Devin Castle (The Vail) en la guitarra. Desde entonces, han tocado en San Luis, Misuri, así como en Little Rock, ganando no sólo un grupo local de admiradores, si no admiradores en todo el mundo a través de Evanescence. Similar a Kill System, Mourningside todavía tiene que obtener un acuerdo de distribución oficial, pero ha lanzado un EP de siete pistas. Su canción debut, titulada "Painting the Eyes", fue destacada en CD promocional distribuido en Dirty Elf Fes 2005 en St. Louis

## Expulsión de Evanescence
Troy McLawhorn escribió y programó la canción "All That I'm Living For" para el álbum The Open Door, McLawhorn también participó con la programación de "Call Me When Your Sober".
El 4 de mayo del 2007, LeCompt fue despedido por la cantante de Evanescence. también confirmó que el baterista Rocky Gray había decidido renunciar. Lecompt fue reemplazado por el guitarrista de Dark New Day Troy McLawhorn. En su página de MySpace, LeCompt declaró que Amy Lee lo llamó a su teléfono móvil para despedirlo, y no había recibido ninguna advertencia ni se había negociado anteriormente.

## Bandas en activo

### Machina
En 2005, LeCompt comenzó a colaborar con Future Leaders del cantante Phil Mundial Tayler Después de la reforma de la banda con Jack Wiese en las Guitarras, Thad Ables en el Bajo y Rocky Gray en la batería, Future Leaders cambió su nombre a Machina (se pronuncia "mah-shee-nah"). Machina lanzó un EP en 2007 y ha estado de gira extensivamente en los EE. UU. La banda lanzó su disco debut en 2009.

### We Are The Fallen
Ben Moody, decidió juntarse con sus excompañeros de Evanescence John Lecompt y Rocky Gray para crear la música que siempre desearon, además de que aun los seguía uniendo una gran amistad, así que a partir del 2009, formaron la banda de Hard rock Sinfónico We Are The Fallen, en compañía del aclamado bajista Marty O'Brien y la poderosa voz de la ex American Idol, Carly Smithson.
Junto con Carly, John se presentó en un conocido canal de noticias donde presentaron a la banda oficialmente, y en esa entrevista afirmaron que no pretenden ser como Evanescence y que no tienen que empezar las comparaciones entre las bandas y las vocalistas ya que cada quien está haciendo música por su parte, John LeCompt también Afirmó que Amy Lee es asombrosa, así que el tercer disco (de evanescence) va a ser genial y que We Are The Fallen también anda trabajando en sus propios proyectos, así que John LeCompt afirma que las comparaciones por parte de los fanes, son inmaduras.

## Equipamiento
LeCompt utiliza una variedad de guitarras, tanto eléctricas Como acústicas. para las guitarras eléctricas John LeCompt utiliza una serie de modelos de pesetas, incluyendo el F-300FM, CE-1000, Viper-301, H-301 y H-307. y para Sus guitarras acústicas utiliza la CPX900 Yamaha y modelos LJX6C. Para la amplificación, declaró que él utiliza un Stiletto Deuce Mesa.